# Diez plagas de Egipto

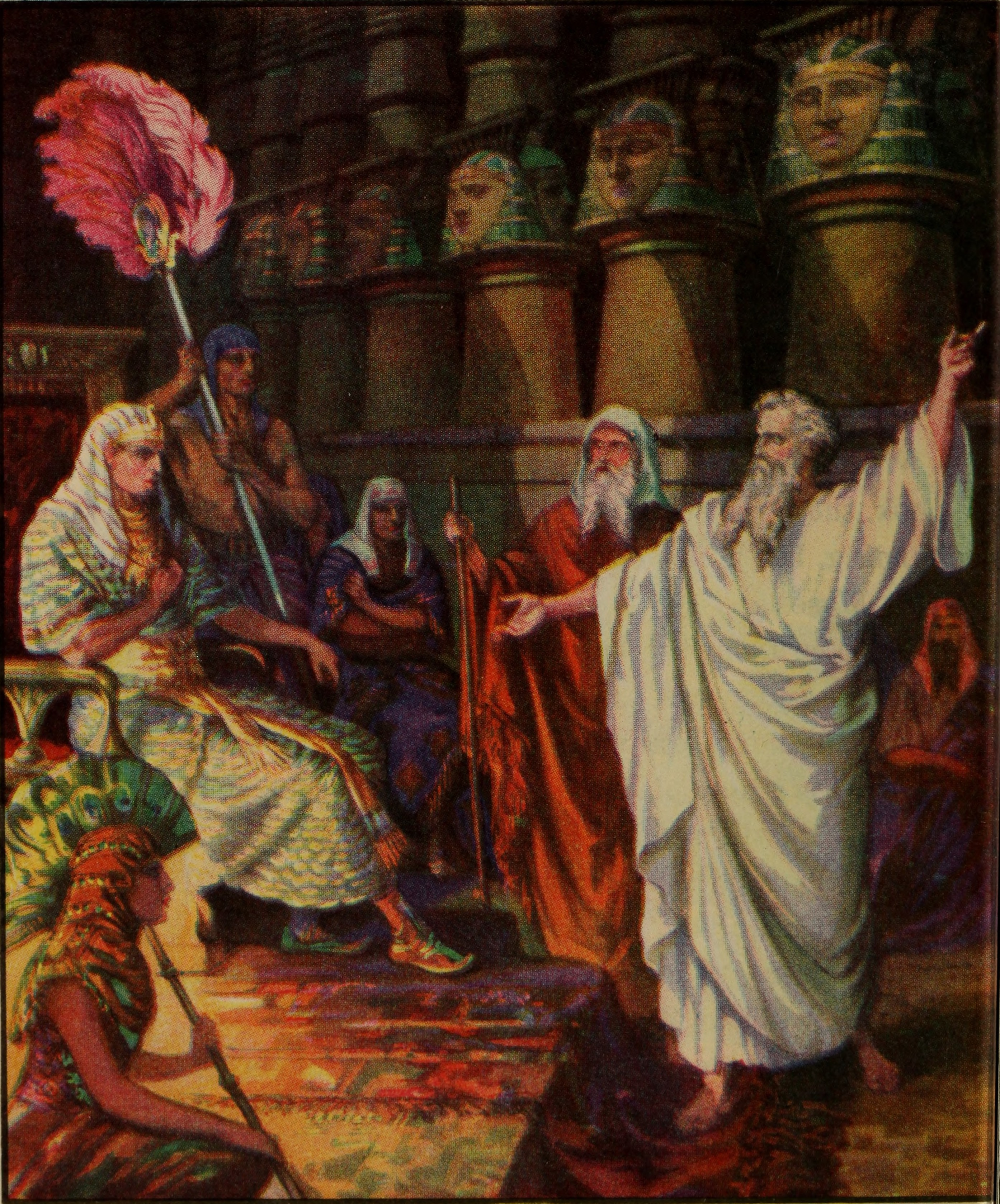
Moisés ante el Faraón

Las diez plagas de Egipto (en hebreo: מכות מצרים Makot Mitzrayim), conocidas simplemente como las diez plagas o las plagas de Egipto, son el elemento central de un relato narrado en la Biblia hebrea; según el cual el dios Yahweh (identificado por las religiones abrahámicas con Dios) infligió a los habitantes de Egipto una serie de calamidades, a fin de que el faraón, su monarca, dejara libres a los esclavos hebreos.
El mito,  que algunos consideran histórico al menos en parte, se encuentra en los primeros capítulos del libro del Éxodo; allí se describe cómo dos líderes hebreos, Moisés y su hermano Aarón, amenazan a Faraón (usado como nombre propio) rey de Egipto, con el castigo divino si no accede a las demandas de Yahveh para dejar que su pueblo salga de Egipto.  

## Contexto

### Antecedentes
Según el relato bíblico contenido en los últimos capítulos del libro del Génesis, el hebreo Jacob y su familia emigraron desde Canaán a Egipto a causa de una hambruna e invitados por José, visir del Faraón e hijo del mismo Jacob. Años antes, de acuerdo a la narración bíblica, José había sido vendido por sus hermanos a unos mercaderes quienes, a su vez, lo vendieron a un egipcio de nombre Putifar. Encarcelado por una falsa denuncia de la esposa de Putifar, José interpretó los sueños proféticos de dos compañeros de prisión. Cuando el Faraón tuvo noticia del hecho, y ante un mensaje onírico que nadie podía descifrar, convocó al prisionero, quien le reveló el porvenir de siete años de feracidad seguidos de siete de carestía. Además de prevenir el futuro, el joven hebreo sugirió la manera de enfrentar la escasez de alimentos, guardando el grano en grandes almacenes. Maravillado por la sagacidad de José, el Faraón lo nombró visir y, desde este cargo, el hebreo arregló el ingreso de los suyos en la región de Egipto llamada Gosén. 
En el libro bíblico del Éxodo se narra que, tras la muerte de José, los descendientes de Jacob se habían multiplicado enormemente, formando un pueblo compuesto por doce tribus que llevaba el nombre de Israel, sobrenombre que un ángel diera a Jacob. Un nuevo Faraón, en la Biblia este título se usa como nombre propio, comenzó a oprimir a los hebreos y ordenó, además, la matanza de todo varón recién nacido.

### Moisés
El relato continúa con el nacimiento de un niño, tercer hijo de Amram y Jocabed, de la tribu de Leví, a quien su madre, no pudiéndolo esconder, colocó en una canasta embreada, dejada en las orillas del río Nilo. La hija del Faraón, sin nombre en la Biblia pero que la tradición llama Bitia, Merris, Thermutis o Asiya, según los comentaristas islámicos, bajó al río, encontró la cuna y dedujo que el niño era hebreo. Lo recogió como propio y lo llamó Moisés que, según la narración, significa sacado de las aguas. El bebé fue confiado a un ama de cría, que era su propia madre, y luego criado en la corte del Faraón. Según la tradición, de la cual se hace eco el Nuevo Testamento, aprendió la sabiduría de los egipcios. Otras leyendas le atribuyen el mando de tropas y la conquista de Etiopía. 

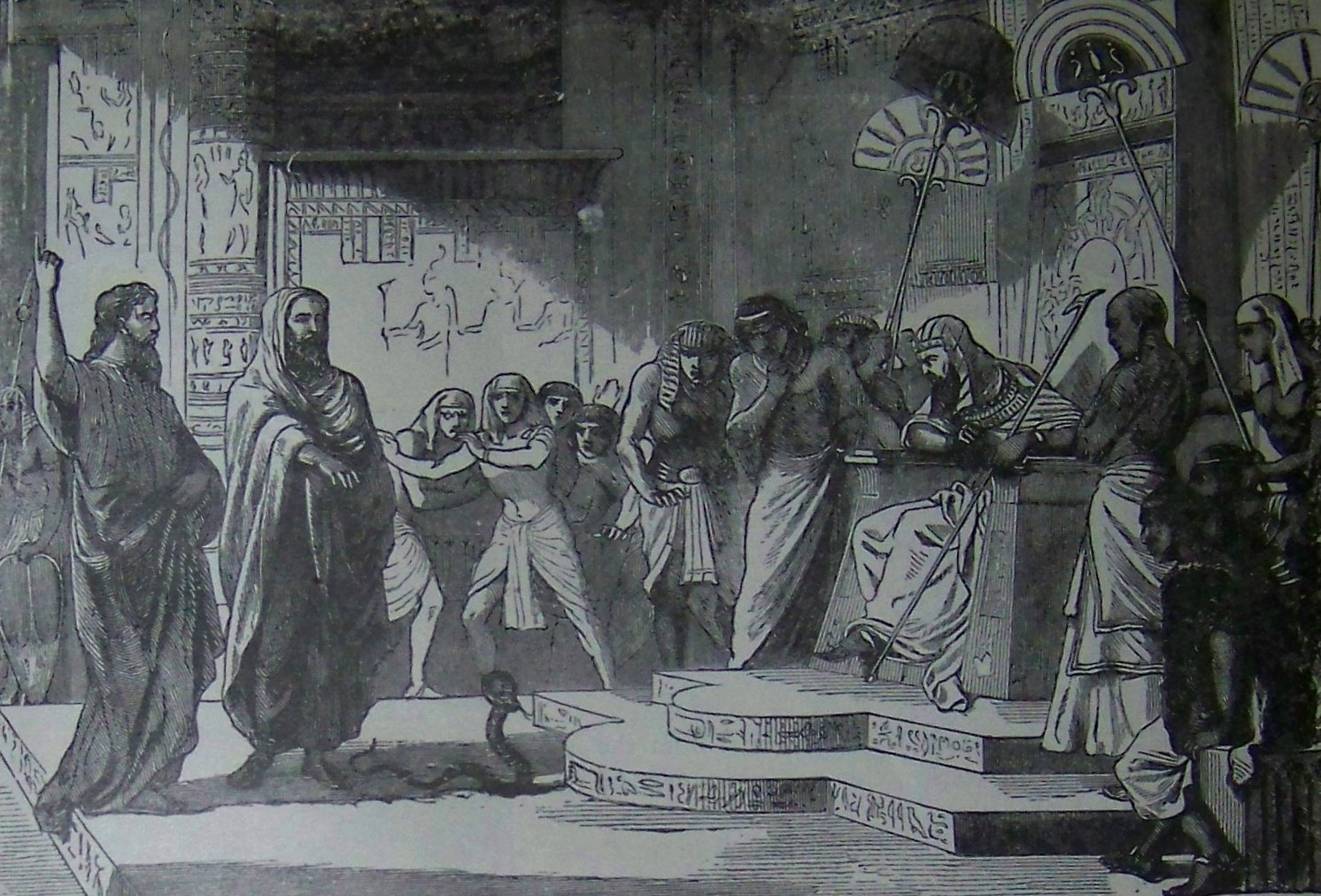
La vara de Aarón transformada en serpiente, 1889

Moisés se crio como un príncipe egipcio, pero no ignoraba su origen. En una ocasión, al ver a un  hebreo maltratado por un egipcio, confrontó y mató al agresor. Al día siguiente, cuando quiso intervenir en una disputa entre dos hebreos, uno de ellos le recriminó la muerte del egipcio. A fin de evitar ser encarcelado, Moisés huyó al país de Madián, donde se casó con Séfora, hija de un jefe local llamado Jetró, y se convirtió en pastor.

### Revelación de Yahveh
Moisés llegó con su ganado al monte Horeb, o Sinaí, y tuvo una revelación divina. Manifestándose en una zarza ardiente, Dios le habló diciéndole que era el dios de Abraham, Isaac y Jacob, y que había resuelto liberar al pueblo de Israel por su intermedio. Al mismo tiempo le reveló su verdadero nombre, Yahveh y, ante la renuencia de Moisés le aseguró su protección, aconsejándole que se hiciera acompañar por su hermano mayor, Aarón.

### Ante el Faraón
Recibidos por el Faraón, las leyendas posteriores relatan una serie de desafíos que Moisés y Aarón debieron superar, ambos hermanos solicitan que se permita al pueblo hebreo partir al desierto para celebrar una fiesta en honor a Yahveh. Como prueba de que su misión era ordenada por Dios, Aarón arroja su vara al suelo y se transforma en serpiente. Sin impresionarse el Faraón llama a sus magos, que la tradición posterior llamó Janes y Jambres, y estos repiten el prodigio, pero la serpiente de Aarón devora a la de los magos. No obstante el Faraón se niega al pedido diciendo: ¿Quién es Yahveh? y ordena aumentar el trabajo de los hebreos. 

## Las 10 plagas de Egipto

### I - la plaga de la conversión del agua en sangre
(Éxodo 7:14-25)

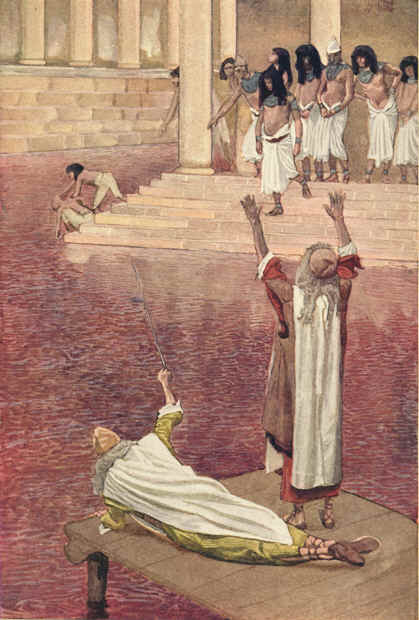
Water Is Changed into Blood por James Tissot

Moisés y Aarón se presentaron ante el faraón y su corte, quienes estaban saliendo del río después del baño del regente. Siguiendo las instrucciones de Yavhé, Aarón extendió su vara (la misma que se había convertido en serpiente), y tocó el agua, no sin antes haberle solicitado al regente la libertad de los esclavos hebreos.
El agua se tornó roja y comenzó a expeler hedor, ya que se había convertido, al parecer, en sangre, por lo que no era posible beber de su cauce, y causó la muerte de las especies que vivían allí. La plaga afectó a todas las fuentes hídricas de país, incluyendo los depósitos donde los egipcios almacenaban agua.
Sin embargo cuando los hechiceros de la corte replicaron el hecho, el Faraón se negó a acceder a las demandas de los hebreos y regresó a su palacio. Los ciudadanos, sin embargo tuvieron que cavar pozos para extraer agua subterránea.
Este desastre ecológico duró una semana.

### II -la plaga de la invasión de ranas
(Éxodo 8:1-15)

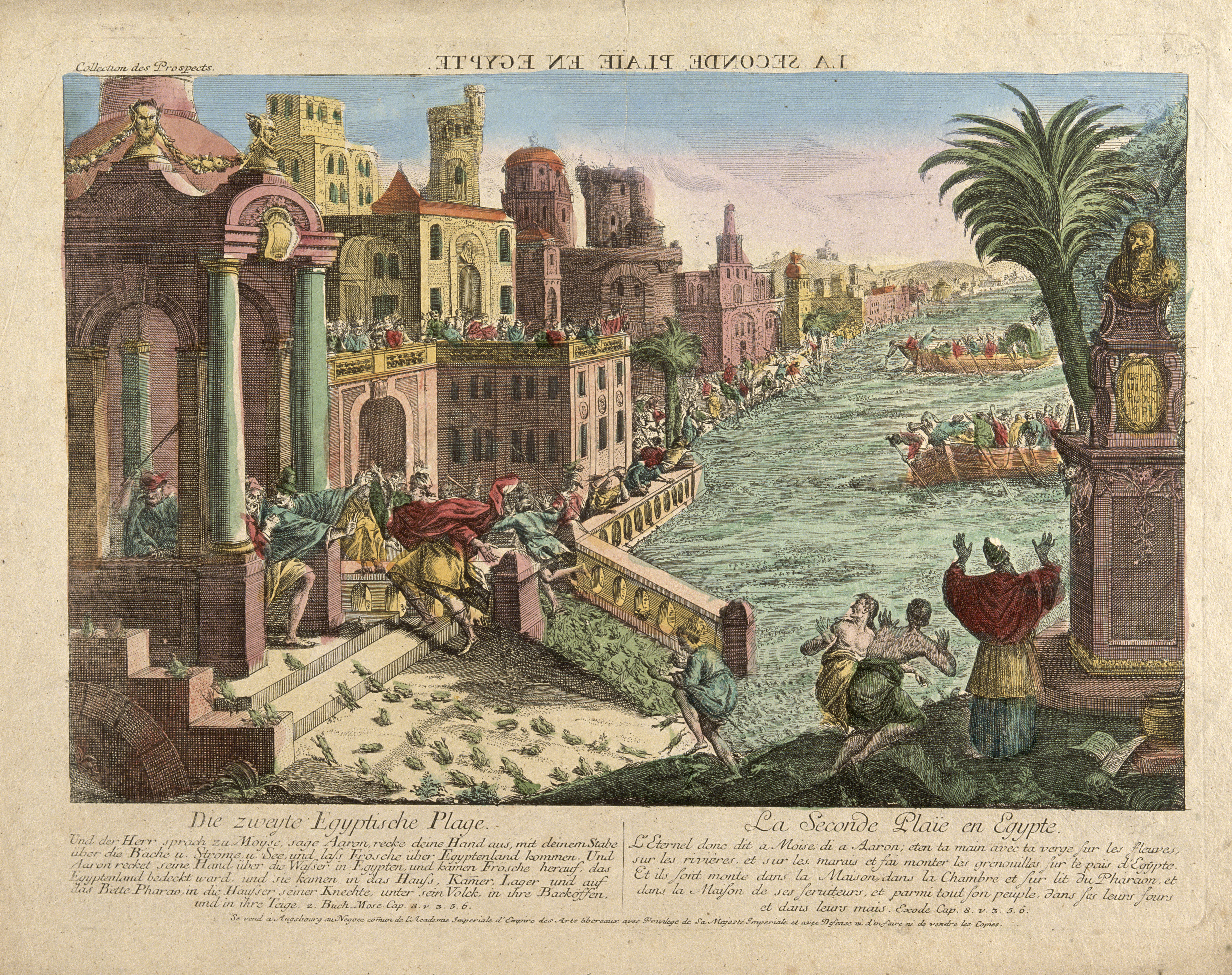
La plaga de las ranas

Pasados los siete días de la plaga, y en algún momento indeterminado, Moisés y Aarón regresaron ante el faraón, y ante la negativa a sus demandas, Aarón se dirigió al río, extendió su cayado, y luego de pedir al Dios hebreo su intercesión, empezaron a salir del agua ranas, que eran animales comunes en esas zonas.
Según el relato, Moisés amenazó al faraón de la siguiente maneraː El río expulsaría ranas, y los anfibios invadirían las casas, los aposentos del palacio, y cundirían en todo el país, sin distinción de ricos ni pobres. Los hechiceros replicaron también este signo.
Una vez que las ranas cubrieron el país, el faraón le imploró a Moisés y Aarón que intercedieran por él y sus ciudadanos ante Yavhé, y ellos, luego de recibir instrucciones del regente, al día siguiente oraron para que se acabara la plaga. Cuando se consumó la oración, Yavhé mató a las ranas que no estaban en el río, ya que el relato deja en claro que las ranas dentro del río quedarían indemnes. Muertos los anfibios, los egipcios los acumularon y eso produjo que se desatara una pestilencia. Sin embargo, cuando terminó la invasión, el faraón reconsideró sus intenciones y se negó a conceder las demandas.

### III - La plaga de los piojos y mosquitos
(Éxodo 8,16-19)
Al haber traicionado el faraón su promesa, Moisés y Aarón volvieron a realizar prodigios. Por mandato de Dios, Moisés ordenó a su hermano Aarón que golpeara el polvo de Egipto para que se convirtieran en piojos y mosquitos y desde el faraón, animales y todo ser vivo en Egipto tuvo comezón, y se rascaron hasta casi arrancarse la piel. Los hechiceros reales no pudieron replicar la plaga como las dos anteriores y admitieron que el Dios de los hebreos era más poderoso que sus dioses egipcios y que la plaga de los piojos y mosquitos era obra suya. Una vez más, el pueblo hebreo no sufrió el más mínimo daño de la plaga. El faraón mandó a llamar a Moisés para que acabara el sufrimiento de su pueblo, y Moisés oró a Dios para que los piojos y mosquitos se fueran de la tierra de Egipto, pero tal y como Dios había dicho, el faraón endureció su corazón y no dejó al pueblo hebreo partir al desierto.

### IV - la plaga de las moscas
(Éxodo 8,20-32)
De acuerdo al relato, Moisés fue avisado por Dios para que en la mañana visitara la corte egipcia cuando se acercaban al Nilo. Una vez allí, Moisés le exigió al faraón la liberación del pueblo hebreo para hacer sacrificios a Dios, a lo cual el regente se negó. Seguido de esto, Moisés levantó su vara, y una nube de tábanos invadió el país, pero, por previa advertencia de Dios, los insectos no tocaron la región de Gosén, donde vivían los hebreos. La amenaza hecha por Moisés dejaba en claro que esa sería la señal para diferenciar al pueblo hebreo del egipcio.
Una vez invadieron el país, el faraón respondió afirmativamente a la solicitud de Moisés, pero exigió que los sacrificios se realizaran en tierra egipcia.
La Torá enfatiza que los Arob (עָרוֹב, que significa "mezcla" o "enjambre") sólo fueron en contra de los egipcios, y que no afectó la Tierra de Gosén (donde vivían los Israelitas). El faraón le pidió a Moisés eliminar esta plaga y prometió permitir la libertad de los Israelitas. Sin embargo, después de que la plaga se fue, el Señor «endureció el corazón del faraón», y rehusó mantener su promesa.

### V -la plaga de la peste del ganado
(Éxodo 9,1-7)
La quinta plaga de Egipto, fue una terrible peste que exterminó al ganado egipcio, ya fueran caballos, burros, camellos, vacas, ovejas, cabras y animales domésticos de nobles egipcios. El ganado israelita, una vez más, no sufrió ningún daño, debido a que el Dios de los hebreos supo diferenciar su pueblo de los egipcios. De nuevo, el faraón endureció su corazón una vez más y no quería liberar a los israelitas.

### VI - la plaga de las úlceras/sarpullido
(Éxodo 9,8-12)
La sexta plaga de Egipto fue una enfermedad cutánea que suele traducirse como «úlcera» o «sarpullido». Dios les dijo a Moisés y a Aarón que cada uno tomase dos puñados de hollín de un horno, que Moisés dispersó en el cielo en presencia del faraón. El hollín provocó úlceras en el pueblo y el ganado egipcio. Los hechiceros egipcios resultaron afectados junto con todos los demás y murieron, sin poder sanarse, mucho menos el resto de Egipto, pero ninguna de las plagas tocó a los hebreos.

### VII -la plaga de la Lluvia de fuego y granizo
(Éxodo 9,13-35)
La séptima plaga de Egipto fue una destructiva tormenta. Dios le dijo a Moisés que levantase su vara hacia el cielo, momento en el cual la tormenta comenzó. Era incluso más sobrenatural que las plagas anteriores, una poderosa ducha de granizo mezclada con fuego. La tormenta dañó gravemente a los huertos y cultivos egipcios, así como a las personas y al ganado. La tormenta azotó todo Egipto excepto la tierra de Gosén. El faraón le pidió a Moisés que eliminara esta plaga y prometió permitir a los israelitas adorar a Dios en el desierto, diciendo que «este tiempo he pecado; Dios es justo, yo y mi pueblo somos malvados». Como una demostración de dominio de Dios sobre el mundo, la lluvia se detuvo tan pronto como Moisés comenzó a orar a Dios. Sin embargo, después de que la tormenta cesara, el faraón de nuevo «endureció su corazón» y se negó a mantener su promesa.

### VIII - es la plaga de las langostas y saltamontes
(Éxodo 10,1-20)
La octava plaga de Egipto fueron las langostas. Antes de la plaga, Moisés acudió al faraón y le advirtió de la inminente plaga de langostas. Los funcionarios suplicaron al faraón que permitiera que los israelitas fueran libres, ya que iban a sufrir los efectos devastadores de una plaga de langostas, pero éste aún era renuente a ceder. El orador propuso entonces un compromiso: los hombres israelitas serían autorizados a marcharse, mientras que las mujeres, niños y ganado se quedarían en Egipto. Moisés demandó que cada persona y animal se fuera, pero el faraón se negó. Dios entonces le dijo a Moisés que levantase su vara sobre Egipto y recogió un viento del este. El viento se mantuvo hasta el día siguiente, trayendo un enjambre de langostas. La nube cubrió el cielo, arrojó sombras sobre Egipto y consumió el resto de los cultivos egipcios, acabando con todos los árboles y las plantas. El faraón volvió a pedirle a Moisés que eliminase esta plaga y se comprometió a permitir que todos los israelitas pudiesen adorar a Dios en el desierto. La plaga desapareció, pero de nuevo no permitió a los israelitas salir.

### IX - La plaga de las tinieblas y la oscuridad
(Éxodo 10,21-29)
En la novena plaga, Dios le dijo a Moisés que estirase sus manos al cielo, para que la oscuridad cayera sobre Egipto. Esta oscuridad era tan espesa que los egipcios podían sentirla físicamente. Durante tres días, nadie podía ver a su vecino ni moverse de su lugar. En cambio, en todas las casas de los israelitas había luz.

### X -la Plaga de la muerte de los primogénitos de Egipto.
(Éxodo 11,1-10; 12,29-50)
La décima y última plaga fue la muerte de todos los primogénitos de Egipto. Dios ordenó a los hebreos marcar sus puertas con la sangre de un cabrito o cordero, ya que de esta forma no entraría el ángel de la muerte en sus casas para matar a sus primogénitos, todo mientras el pueblo hebreo cenaba pan sin levadura, hierbas amargas y la carne del cordero. Primero, el ángel de la muerte fue al pueblo de Gosén para comenzar su misión, pero no actuó gracias a la sangre del cordero puesta en los umbrales de las puertas. Continuó su avance por Egipto y como no había ninguna puerta marcada con la sangre de cordero, el ángel de la muerte mató a los primogénitos egipcios, incluyendo al hijo del faraón, heredero al trono. Hubo llanto en todo Egipto y esta fue la plaga que finalmente convenció al faraón de que debía liberar a los hebreos.

## Análisis teológico
Para algunos teólogos y estudiosos de la Biblia, así como egiptólogos que han analizado el relato, las plagas representan la supremacía del Dios hebreo Yavhé sobre las deidades egipcias, ya que cada plaga representaría una función de un dios específico, además de que ninguno de los hebreos sufrió las mismas contingencias. Así, las plagas descritas atacan a las siguientes figuras sagradas:
I- Plaga del agua en sangre
- Hapi, responsable de las crecidas del Nilo, que se consideraba su espíritu encarnado.
- Hatmehyt, protectora de los peces y especies acuáticas.
- Jnum, guardián del Nilo en la región de Elefantina.
- Osiris, cuyo sistema circulatorio sería el Nilo, cuya crecida tenía relación con la resurrección continua de la deidad.[10]
- Satet, responsable de las inundaciones.
- Sopdet o Sotis, representación de la estrella Sirio.

Esta plaga pues, vendría a ser la venganza de Yavhé sobre las muertes de los varones hebreos arrojados al Nilo. Los estudiosos judíos también afirman que la plaga buscaba humillar al faraón mismo, ya que según esta interpretación, se decía ser divino y hacía sus necesidades en el río para evitar ser visto como humano por sus súbitos, lo cual explicaría su presencia ese día en el río.
La visión judía de la plaga, que conocen como Dam o sangre es también un símbolo de liberación. La «sangre» simboliza calor, emoción y alegría, mientras que el «agua» simboliza lo contrario. Vendría a ser el cambio de la apatía y la amargura a la alegría y la exaltación. Se configuraba entonces el primer paso para liberar el alma de las barreras o Metzarim, el nombre hebreo de Egipto que significa, precisamente, limitantes o barreras.
Otros estudiosos bíblicos como Coy Roper afirman que para los no creyentes, la plaga no significaba necesariamente que el agua se volviera sangre, sino que por su color, olor, sabor y apariencia, podía asociarse con sangre, puesto que el agua nunca dejó de serlo.
II - Plaga de las ranas
- Heh, representado con cabeza de rana, era el símbolo de la eternidad.
- Heqet, señora de las ranas, esposa del creador del mundo y guardiana de los nacimientos.
- Kek o Kuk, dios anfibio, personificación de las tinieblas y la oscuridad.
- Nun, la representación de la esencia primaria del universo, representado como hombre rana.

Con esta plaga, Yavhé puso a los egipcios en un dilema moral, ya que las ranas eran sagradas para los egipcios, y matar a una de ellas, aunque fuera por accidente acarreaba una sentencia de muerte para ellos. Es de esa manera que los egipcios estaban imposibilitados, de acuerdo con esta visión, de moverse o agredir a los anfibios.
Para los estudiosos judíos, la plaga se denomina Tzfardea o ranas. Esta visión indica que las ranas invadieron primero al Palacio del Faraón, y luego a las casas y campos de los egipcios. Esto como respuesta al poco interés que el regente prestó a la primera plaga, ya que a él no le afectó. Se supone que la plaga era la venganza de Yavhé por los siglos de violencia ejercida hacia los hebreos, y el hecho de que hayan tenido que recoger las ranas muertas, era una reminiscencia de cuando los esclavos tenían que recoger animales inmundos en las casas y campos egipcios. Finalmente, el hecho de que sólo invadieron zonas con presencia egipcia sirvió para delimitar los territorios que estaban en disputa con otros pueblos.
Un análisis no judío indica que las ranas eran la muestra de que ninguna criatura merecía culto, y que por su diminutez, era la victoria de lo insignificante sobre el orgullo y la maldad.
III - Plaga de los piojos
- Geb, dios de la tierra y responsable de la abundancia.
- Harpócrates, la forma infante del dios celeste Horus, protector contra los animales salvajes.
- Imhotep, sacerdote y médico deificado como protector de la sanidad.

De acuerdo con esta visión, los kinim eran literalmente piojos, y al haber piojos en los cuerpos de los sacerdotes, éstos quedaban impuros para su servicio.
En este caso, no hubo una advertencia previa al Faraón. De acuerdo con interpretaciones cristianas, el hecho de que los hechiceros hayan afirmado que la plaga era obra del "dedo de Dios", era una manera de decir que la plaga era resultado de la fuerza omnipotente de Dios, es decir, la prevalencia del dios hebreo, ya no sobre los dioses egipcios, sino sobre todo el universo. Expresiones similares son "la mano de Dios", "el brazo fuerte de Dios" y "la diestra de Dios". De acuerdo con esta visión, el hecho de que no existiera aviso previo era una demostración de la debilidad humana.
El sustantivo hebreo כִּנִּים (kinim) podría traducirse como "mosquitos", "piojos" o "pulgas". Para la visión judía, debió ser Aarón y no Moisés quien golpeara la tierra, ya que fue precisamente Moisés quien ocultó su crimen (el homicidio del supervisor) en la tierra. Habría sido esa la respuesta a los siglos de esclavitud sobre los hebreos y su mano de obra esclava, ya que no había quedado un cm de tierra para poder construir.
IV - Plaga de moscas
- Jepri, dios solar de la eternidad, representado con cabeza de escarabajo.
- Uatchit, diosa de las marismas y el calor, representada con cabeza y alas de mosca.
- Amón, dios del viento.
- Dua-Ur, encargado de purificar el rostro del faraón.

En las traducciones del texto se suele agregar que esta plaga se trató de un enjambre de moscas. Sin embargo, en los textos originales en hebreo solo se hace referencia a un Arob (עָרוֹב, "enjambre"), sin especificar un tipo de animal. Se cree que la plaga no consistió de un solo tipo de insecto, aunque podría estar integrado por varios tipos de moscas y escarabajos.
El escarabajo estaba fuertemente ligado al dios Jepri, quien es el dios de la eternidad ya que los egipcios creían que los escarabajos nacían de los animales muertos y otras materias no vivas. La acción de mandar una plaga de dicho insecto sobre el pueblo podría ser una forma de recordar la mortalidad de los afectados.
Esta fue la primera plaga que no cayó sobre los hebreos, mostrando el compromiso que tenía Yahvé con su pueblo.
V - Plaga del ganado
- Hathor, madre de los dioses, representada como una deidad bovina.
- Apis. dios de la fertilidad, representado como un toro.
- Jnum, dios creador con cabeza de carnero.
- Mnevis, una de las encarnaciones de Ra, representado como un toro.
- Bujis, toro sagrado, encarnación de Ra y Osiris.

Muchos dioses de Egipto eran representados con cabeza y/o con otros atributos de animales, razón por la que el ganado era considerado sagrado. Algunos eran embalsamados después de muertos y se los enterraba con ritos funerarios similares a los de los faraones
La falta de animales domésticos también habrían significado un desastre a nivel económico y social, pues una parte de la sociedad se quedó sin alimento, ni medios de transporte y carga.
La pestilencia, no obstante, no afectó a los animales pertenecientes a los hebreros, así como aquellos que eran propiedad de un hebreo y un egipcio.
VI - Plaga de las úlceras
- Imhotep, dios de la medicina.
- Sejmet, diosa de la curación.
- Jonsu, protector de los enfermos.

Éxodo 9:8-11 se relata que los hechiceros del faraón no pudieron curar la plaga ya que también se habían enfermado. Esto recalca la inutilidad de los tratamientos médicos de los egipcios para curar sus propias heridas, lo que podría ser un ataque a dioses como Imhotep, quien estaba relacionado con el conocimiento de la medicina.
Se interpreta que la plaga de úlceras se trató de un castigo por los incesantes trabajos a los que eran sometidos los hebreos, por lo que los egipcios ahora no tendrían descanso por estarse rascando a cada momento. También se relata que obligaban a los hebreos a preparar baños de agua caliente, por lo que con las úlceras se les haría imposible volver a tomar dichos baños.
VII - Plaga de granizo y fuego
- Nut, diosa del cielo y las estrellas.
- Shu, encargado de sostener el cielo.
- Seth, dios de las tormentas y el caos.
- Neper, dios del grano y la cosecha.

## Historicidad
Israel Finkelstein y Neil Asher Silberman sostienen que el Éxodo es un mito, ya que no existen fuentes extrabíblicas que confirmen la presencia de los israelitas en Egipto, si bien se mencionan a ciertas gentes, los apiru, que pueden ser el prototipo de los hebreos. Los detalles de las diez plagas en general hacen referencia a fenómenos que aún hoy en día azotan a Egipto. La mayor parte de los arqueólogos especializados e historiadores afirman que el Éxodo no es un relato histórico, y que los israelitas se originaron en Canaán y a partir de los nativos cananeos. Este es el consenso académico, sólo cuestionado por algunos investigadores confesionales. 
El Papiro de Ipuur, escrito probablemente a finales de la XII Dinastía de Egipto (1991–1803 aC), se ha presentado en la literatura popular como confirmación del relato bíblico, sobre todo por su afirmación de "el río es sangre" y sus frecuentes referencias a la fuga de los sirvientes; sin embargo, estos argumentos ignoran muchos puntos que contradice al Éxodo, como los asiáticos que llegan a Egipto en lugar de irse y la probabilidad de que la frase "el río es sangre" sea simplemente una imagen poética para disturbio. Los intentos de encontrar explicaciones naturales para las plagas (por ejemplo, una erupción volcánica) han sido descartados por varios eruditos bíblicos sobre la base de que su patrón, tiempo, rápida sucesión y, sobre todo, el control de Moisés con poderes sobrenaturales.
Expertos de todo el mundo ofrecen diversas explicaciones científicas, muchas veces controvertidas, que darían cuenta de las diez plagas bíblicas y del éxodo masivo del pueblo hebreo de Egipto.
Otra suposición aceptada por muchos estudiosos es que un pequeño grupo de personas de origen semítico occidental estaba inicialmente en Egipto y, al migrar a Canaán, se unieron a los grupos de pastores que se establecieron en las tierras altas y áreas periféricas adyacentes. Dichos eruditos atribuyen a este grupo la transferencia de la tradición de la esclavitud a Egipto y la fuga milagrosa con ayuda divina.

### En documentales
En el documental El secreto de las diez Plagas de National Geographic apuntan a dar una serie de explicaciones climatológicas sobre cómo podrían haberse dado las 10 plagas de forma natural. 
Explican que la causa podría haber comenzado con la erupción del volcán de la isla de Santorini, Grecia, en torno al año 1500 a. C. que habrían provocado terremotos que causarían escapes de dióxido de carbono y de hierro cerca del Nilo, los cuales al entrar en contacto con el oxígeno, formarían hidróxido de hierro. Éste tornaría el agua de color rojo, desencadenando la serie de sucesos que explicarían las diez plagas. La falta de oxígeno generada por la precipitación del hidróxido de sodio en el agua, provoca que todos los peces mueran. Esta versión se complementa con la de la marea roja.
También se le atribuye a una epidemia de la alga tóxica Oscillatoria rubescens la apariencia y el olor del río, ya que según esta teoría, altas temperaturas habrían causado que el agua se volviera fangosa y eso propició la expansión de la especie vegetal. El color del río sería consecuencia de la muerte de las algas, a quienes también se les conoce como Sangre Borgoña. Las toxinas de la llamada marea roja hubiesen envenenado a los peces, causando su muerte.
Esto da origen a la segunda plaga, las ranas, que a diferencia de los peces, pueden salir de las aguas contaminadas. La carencia de agua limpia crea el ambiente propicio para la aparición de los piojos (tercera plaga), las moscas (cuarta plaga) y las epidemias bacterianas entre los seres humanos y los demás animales (quinta plaga). Paralelamente, el dióxido de carbono mezclado con el aire indujo a la gente a una especie de coma, reduciendo la circulación sanguínea en la piel causando sarpullidos (sexta plaga). 
El granizo con fuego, a lo que los científicos llaman granizo volcánico (séptima plaga), era procedente de la erupción en Santorini. Cuando la nube de cenizas alcanzó la estratósfera, se mezcla con la humedad y forman una piedra muy similar al granizo. Las bajas temperaturas provocan que nubes de langostas en masa se posen en Egipto (octava plaga), la propia Biblia habla de que un viento trajo las langostas y otro se las llevó. 
La nube de cenizas de 40 km de altura por 200 km de diámetro alcanza el delta del Nilo y provoca oscuridad (novena plaga). Tras la ceremonia que Moisés había ordenado realizar a los israelitas - y que acabaría siendo conocida como la cena de Pascua (en hebreo, Pesáj). Mientras los egipcios dormían, la fuga de gas que había provocado las primeras plagas entró en erupción. 
El dióxido de carbono se filtró a la superficie, y dado que es más pesado que el aire, mataría por asfixia a la gente que dormía antes de disiparse en la atmósfera. Como los primogénitos de los egipcios gozaban de privilegios por ser los herederos de las propiedades y demás bienes, dormían en camas casi pegadas al suelo, mientras que los demás miembros de la familia dormían en los segundos pisos. Los israelitas, sin darse cuenta de lo que pasaba, pintaron con la sangre, del cordero sacrificado, las puertas de sus casas para evitar que sucediera lo mismo que con los egipcios.